# Chris Silva
Chris Silva Obame Correia (ur. 19 września 1996 w Libreville) – gaboński koszykarz, reprezentant kraju, występujący na pozycji silnego skrzydłowego.
W 2019 reprezentował Miami Heat, podczas letniej ligi NBA w Las Vegas i Sacramento.
25 marca 2021 dołączył w wyniku transferu do Sacramento Kings. 28 kwietnia opuścił klub. 20 września 2021 dołączył do Minnesoty Timberwolves. 15 października 2021 został zwolniony. 21 grudnia 2021 zawarł 10-dniowy kontrakt z Minnesotą Timberwolves. 31 grudnia 2021 podpisał 10-dniową umowę z Miami Heat. 10 stycznia 2022 zawarł kolejną, identyczną umowę z klubem. 21 stycznia 2022 podpisał trzecią z rzędu umowę na 10 dni z Heat. 9 lutego 2022 powrócił do składu Iowa Wolves. 10 lutego 2023 zawarł 10-dniowy kontrakt z Dallas Mavericks.

## Osiągnięcia
Stan na 9 października 2023, na podstawie, o ile nie zaznaczono inaczej.
NCAA
- Uczestnik rozgrywek:
  - NCAA Final Four (2017)
  - turnieju Portsmouth Invitational Tournament (2019)
- Obrońca roku konferencji Southeastern (SEC – 2018)[13]
- Zaliczony do:
  - I składu:
    - SEC (2018)
    - defensywnego SEC (2018, 2019)

  - II składu SEC (2019)
- Zawodnik tygodnia SEC (11.03.2019)

NBA
- Wicemistrz NBA (2020)

Reprezentacja
- Uczestnik kwalifikacji do mistrzostw Afryki (2015)